# Liste der Monuments historiques in Grisy-les-Plâtres
Die Liste der Monuments historiques in Grisy-les-Plâtres führt die Monuments historiques in der französischen Gemeinde Grisy-les-Plâtres auf.

## Liste der Bauwerke
| Bezeichnung       | Beschreibung                  | Standort | Kennzeichnung | Schutzstatus | Datum | Bild           |
| ----------------- | ----------------------------- | -------- | ------------- | ------------ | ----- | -------------- |
| Kirche St-Caprais | Erbaut ab dem 12. Jahrhundert | (Lage)   | PA00080078    | Classé       | 1914  | weitere Bilder |

## Liste der Objekte

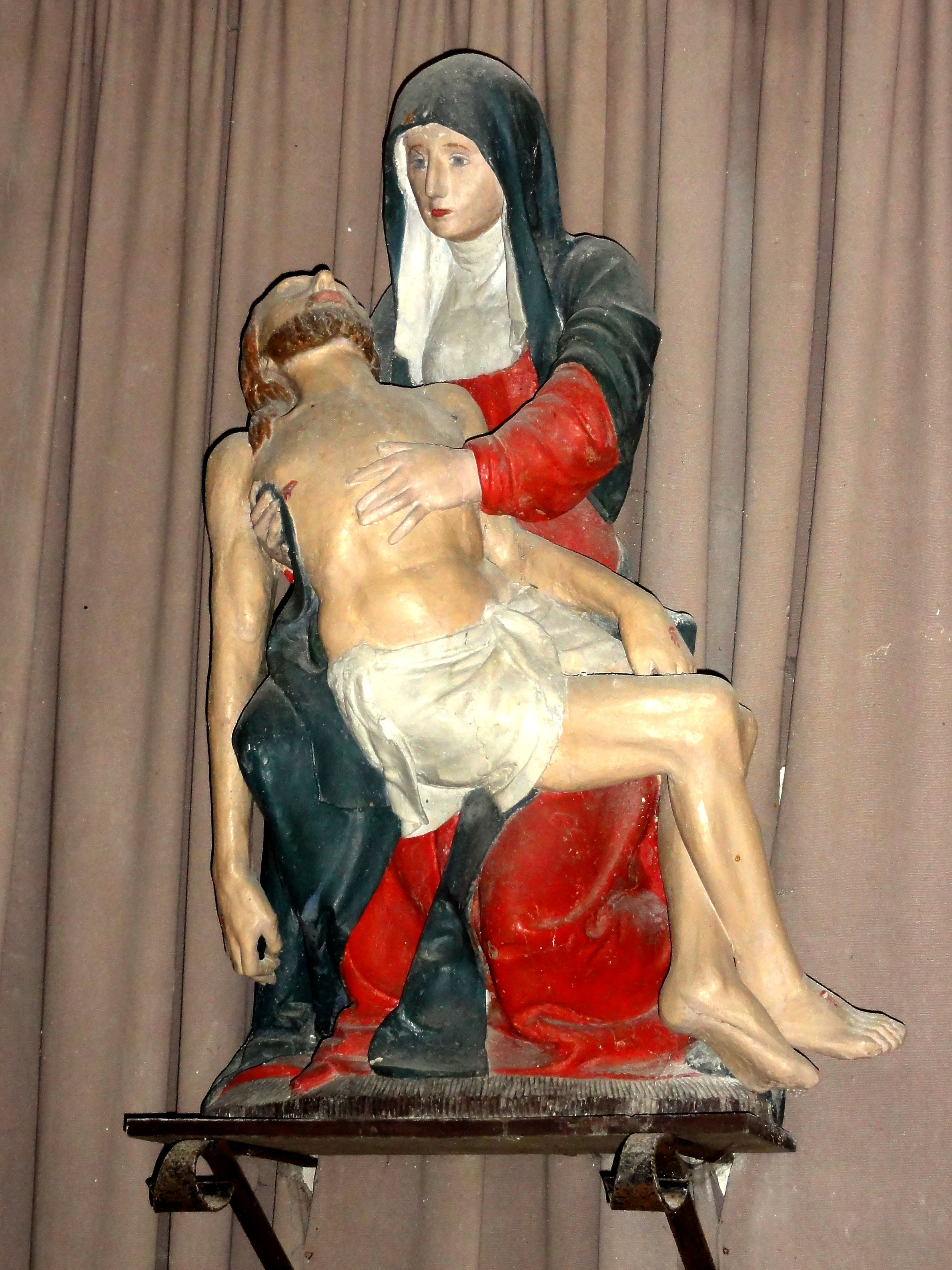
Skulptur Pietà (16. Jahrhundert) in der Kirche St-Caprais

- Monuments historiques (Objekte) in Grisy-les-Plâtres in der Base Palissy des französischen Kultusministeriums